# Północna Droga św. Jakuba

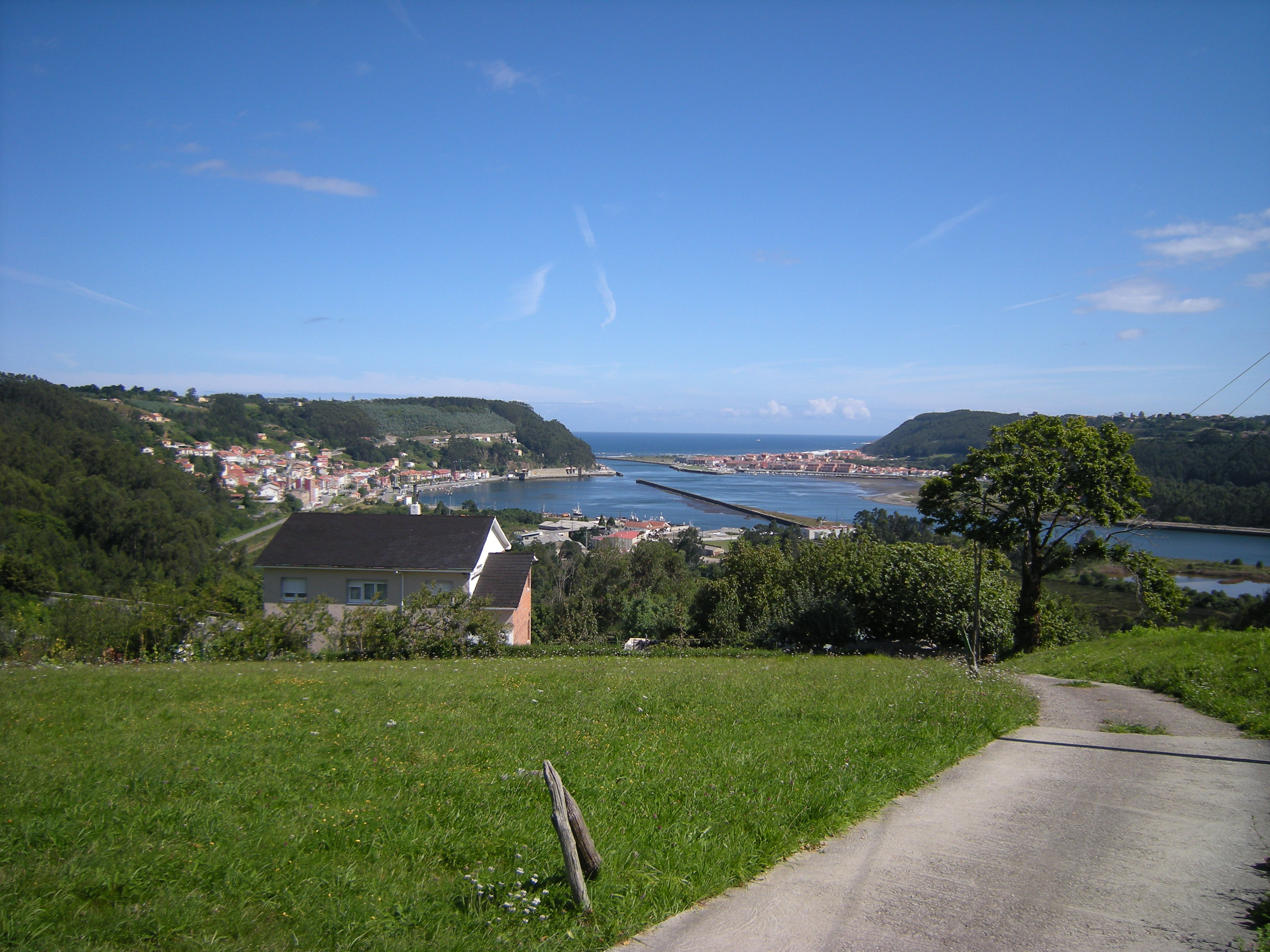
Droga na Camino del Norte

Północna Droga św. Jakuba (hiszp. Camino del Norte), nazywana też Nadbrzeżną (hiszp. Ruta de la Costa, Camino de la Costa) - jeden ze szlaków dróg św. Jakuba w Hiszpanii. Pokrywa się w części ze starożytną rzymską drogą Via Agrippa. Prowadzi z Irun w Kraju Basków do Santiago de Compostela w Galicji. Ważniejsze miasta mijane po drodze to m.in.: San Sebastián, Guernica, Bilbao, Santander, Oviedo i Gijon.
Trasa szlaku przebiega przez 4 prowincje Hiszpanii: Kraj Basków, Kantabrię, Asturię i Galicję. W porównaniu do innych szlaków Camino de Santiago jest zdecydowanie bardziej wymagająca ze względu na pagórkowate uwarunkowanie terenu oraz liczne odcinki asfaltowe. Camino del Norte liczy na odcinku Irun - Santiago de Compostela 823 km.
Dla odróżnienia od licznych Camino del Norte w innych krajach nazywana jest także Drogą Północnohiszpańską (zobacz: Północnoniemiecka, Północnopolska).
W dniu 5 lipca 2015 roku UNESCO na 39 sesji w Bonn podjęło decyzję o rozszerzeniu szlaków jakubowych w Hiszpanii i wpisało cztery szlaki północne: Camino del Norte, Camino Primitivo, Camino Lebaniego oraz Camino Vasco del Interior. Jednocześnie nadało im nazwę Camino Frances i Szlaki Północnej Hiszpanii. Długość Dróg św. Jakuba wpisanych na Listę Światowego Dziedzictwa UNESCO sięgnęła ponad 2200 km.
W 2016 roku na 277 913 pielgrzymów peregrynujących do Santiago de Compostela, Camino del Norte przeszło 17 292, co stanowi 6,22%.

## Trasa
- Irun
- San Sebastián
- Zarautz
- Zumaia
- Deba
- Markina-Xemein
- Zenarruza
- Guernica
- Bilbao
- Portugalete
- Castro Urdiales
- Laredo
- Santoña
- Noja
- Santander
- Torrelavega
- Santillana del Mar
- Comillas
- San Vicente de la Barquera
- Llanes
- Ribadesella
- Villaviciosa
  - Gijón (alternatywna trasa nr 1)
  - Avilés (alternatywna trasa nr 1)

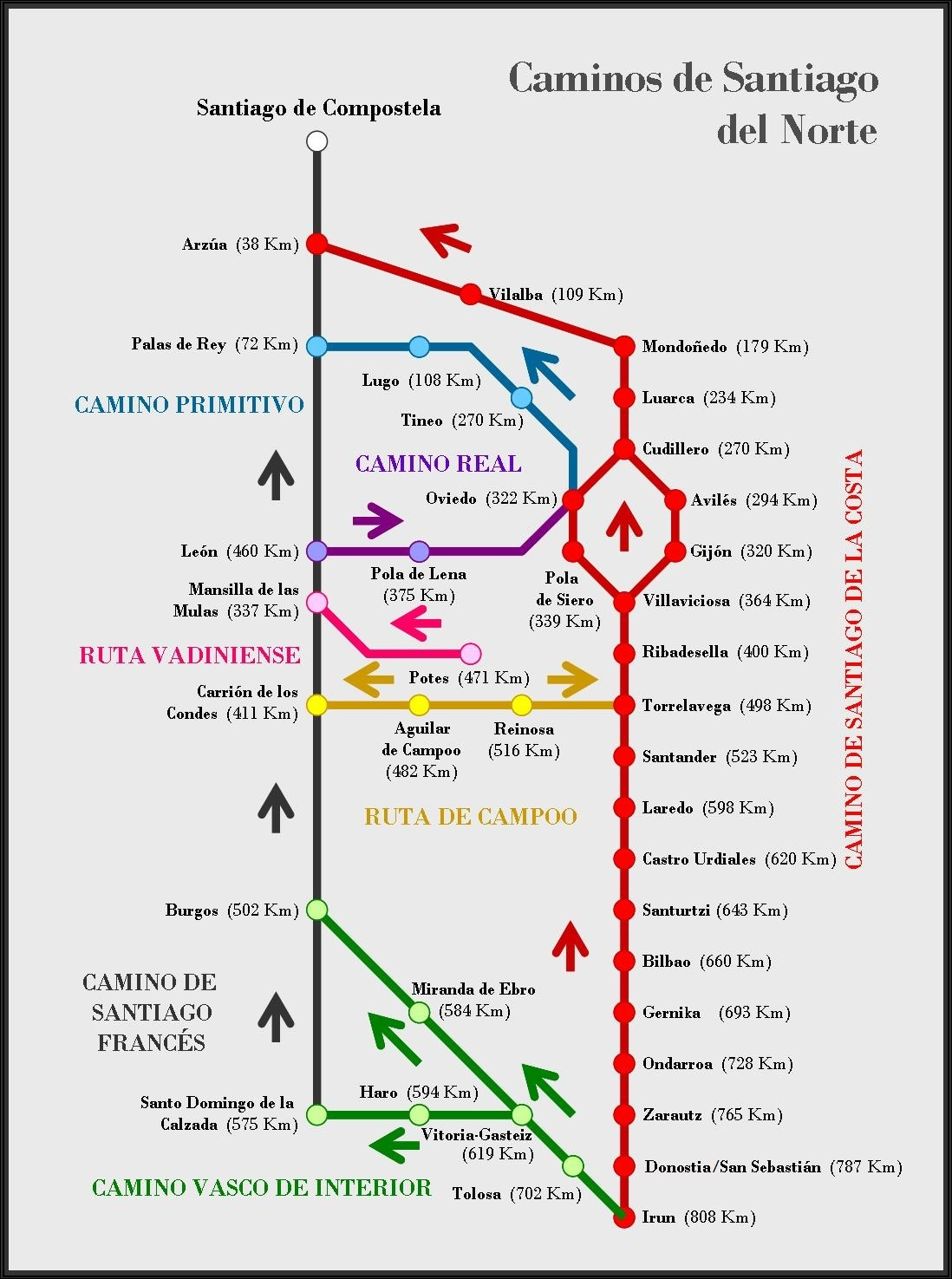
Schemat najważniejszych Dróg św. Jakuba w Hiszpanii z zaznaczoną Camino del Norte

  - Pola de Siero (alternatywna trasa nr 2)
  - Oviedo (alternatywna trasa nr 2)
- Cudillero
- Luarca
- La Caridad
- Ribadeo
- Lourenzá
- Mondoñedo
- Abadín
- Vilalba
- Baamonde
- Sobrado dos Monxes
- Arzúa(można ominąć tę miejscowość kierując się za Boimorto bezpośrednio do Santa Irene[5])
- dalej trasą Camino Frances